# Шайдуровский
Шайдуровский — посёлок в Ордынском районе Новосибирской области России. Административный центр Шайдуровского сельсовета.

## География
Площадь посёлка — 131 гектар.

## Население
| 2002 | 2007 | 2010 | 2012 | 2013 | 2014 | 2015 |
| ---- | ---- | ---- | ---- | ---- | ---- | ---- |
| 568  | ↗593 | ↘512 | ↗523 | ↗530 | ↘521 | ↘506 |
| 2016 | 2017 | 2018 | 2019 | 2020 | 2021 |      |
| ↘489 | ↘487 | ↘470 | ↘463 | ↗464 | ↘458 |      |

## Инфраструктура
В посёлке по данным на 2007 год функционируют 1 учреждение здравоохранения и 1 учреждение образования.